# 松島二丁目駅
松島二丁目駅（まつしまにちょうめえき）は、香川県高松市松福町二丁目にある、高松琴平電気鉄道志度線の駅である。駅番号はS02。路面電車・地下鉄の駅名を除くと唯一駅名に「丁目」が付く。

## 歴史
- 1911年11月18日 東讃電気軌道の松嶋四丁目駅（まつしましちょうめ[1]）として開業。
- 1916年12月25日 会社合併により四国水力電気の駅となる。
- 1942年4月30日 事業譲渡により讃岐電鉄の駅となる。
- 1943年11月1日 会社合併により高松琴平電気鉄道志度線の駅となる。
- 1971年8月20日 瓦町方向に100m移転し、駅名を松島二丁目駅に改称[1]。
- 1996年8月20日 新設した交換設備を供用開始[2]。

## 駅構造
相対式2面2線を有する地上駅。無人駅で駅舎はない。交換設備は1996年（平成8年）8月20日に使用開始されたものである。
のりば

| 乗り場 | 路線    | 方向 | 行先                   |
| ------ | ------- | ---- | ---------------------- |
| 1      | ■志度線 | 上り | 瓦町行                 |
| 2      | ■志度線 | 下り | 琴電屋島・琴電志度方面 |

## 利用状況
| 1日乗降人員推移 | 1日乗降人員推移 |
| 年度            | 1日平均人数     |
| --------------- | --------------- |
| 2011年          | 458             |
| 2012年          | 466             |
| 2013年          | 465             |
| 2014年          | 494             |
| 2015年          | 524             |
| 2016年          | 529             |
| 2017年          | 544             |
| 2018年          | 563             |

## 駅周辺
- 高松刑務所

駅の瓦町方の踏切は刑務所正門へつながっている。
- 高松市立高松第一小学校・中学校
- 高松中央高等学校
- 高松中央高校前バス停
- 高松競輪場
- 香川県土木建設会館
- 国道11号
- 香川県道157号高松東港線
- ラウンドワン（2007年3月10日開業）
2004年までキョーエイ（ゲオミラクルタウン2）があった場所。
- 百十四銀行松福クイックスクエア（旧松福支店）
松福出張所時代の2004年、台風による高潮で壊滅的被害を受けたため、2006年に建て替えられた。建て替えと同時に支店に格上げされたが、2020年12月11日（営業最終日）をもってかつての親店舗である東支店にブランチインブランチされ、同月14日からは窓口業務を絞り込んだ松福クイックスクエア（入出金などの単純な取引に限り法人客も受け付ける）が設置された。
- 香川県農業協同組合塩上支店
2015年に同支店に統合された旧松福支店の建物を解体し、2024年5月27日に新築移転。

## 隣の駅
高松琴平電気鉄道
■志度線
今橋駅（S01） - 松島二丁目駅（S02） - 沖松島駅（S03）

## 画像

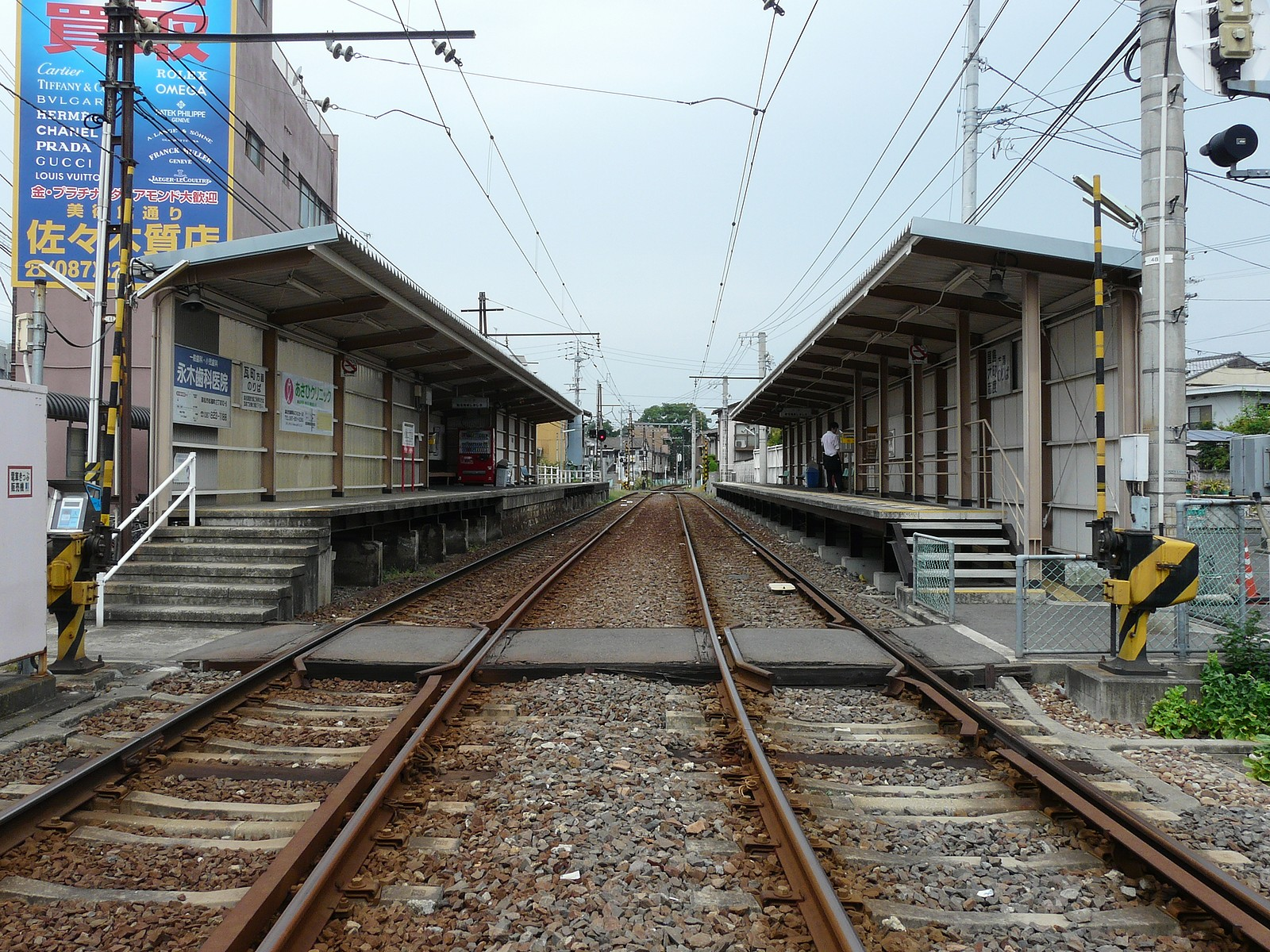
駅構内 沖松島方より
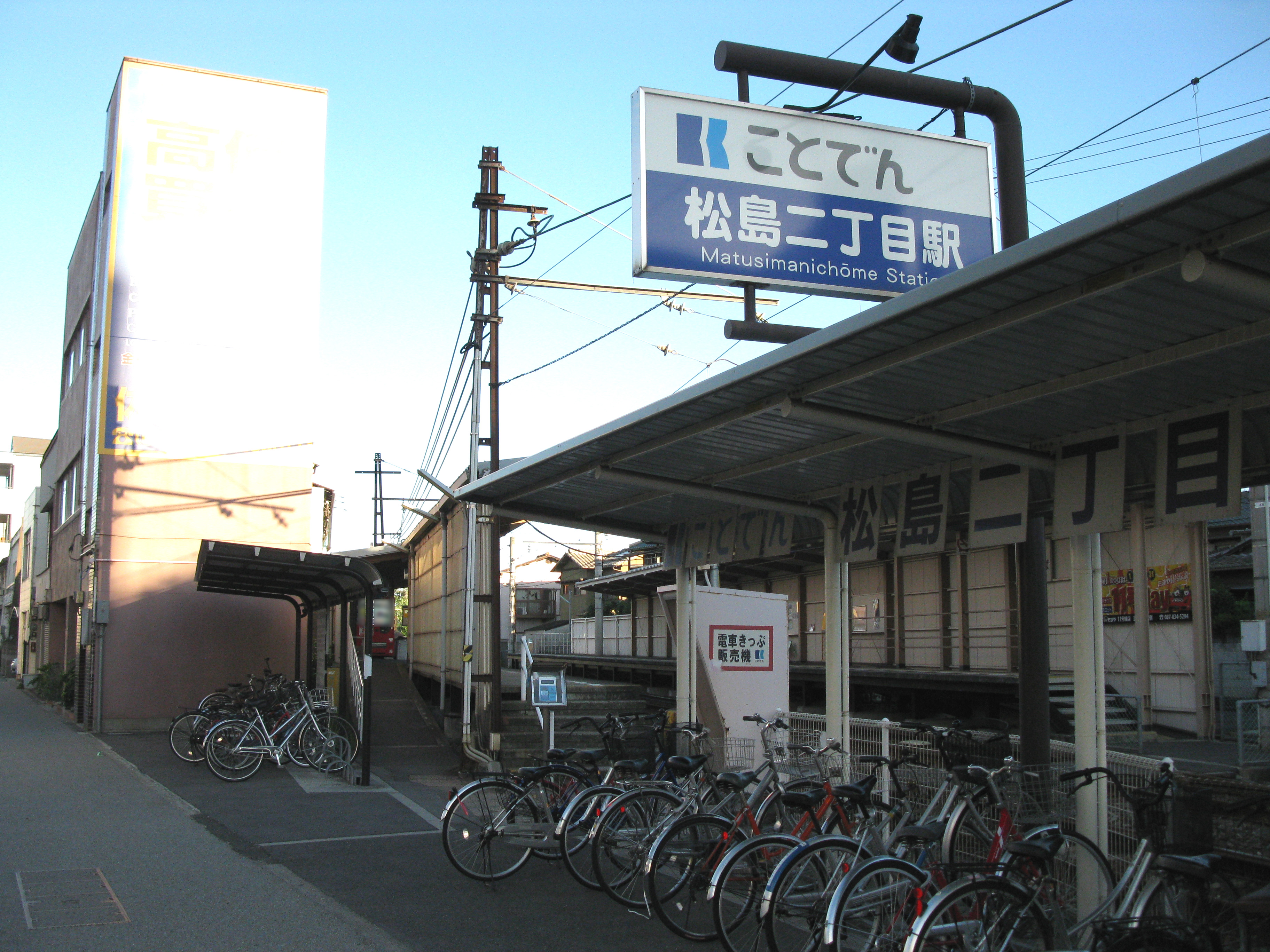
駅入り口　右手構内踏切挟んで反対側にも
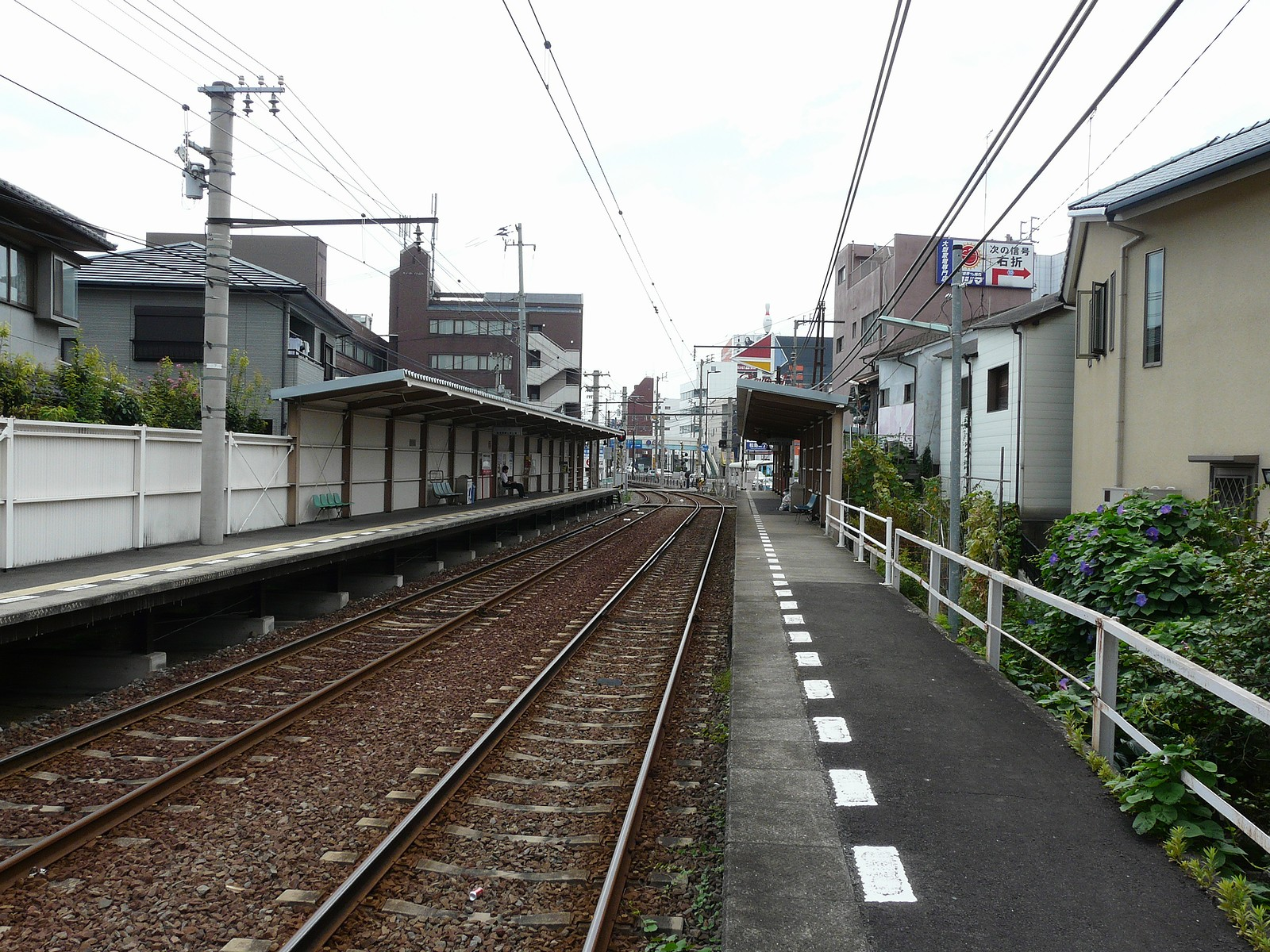
ホーム　今橋方より
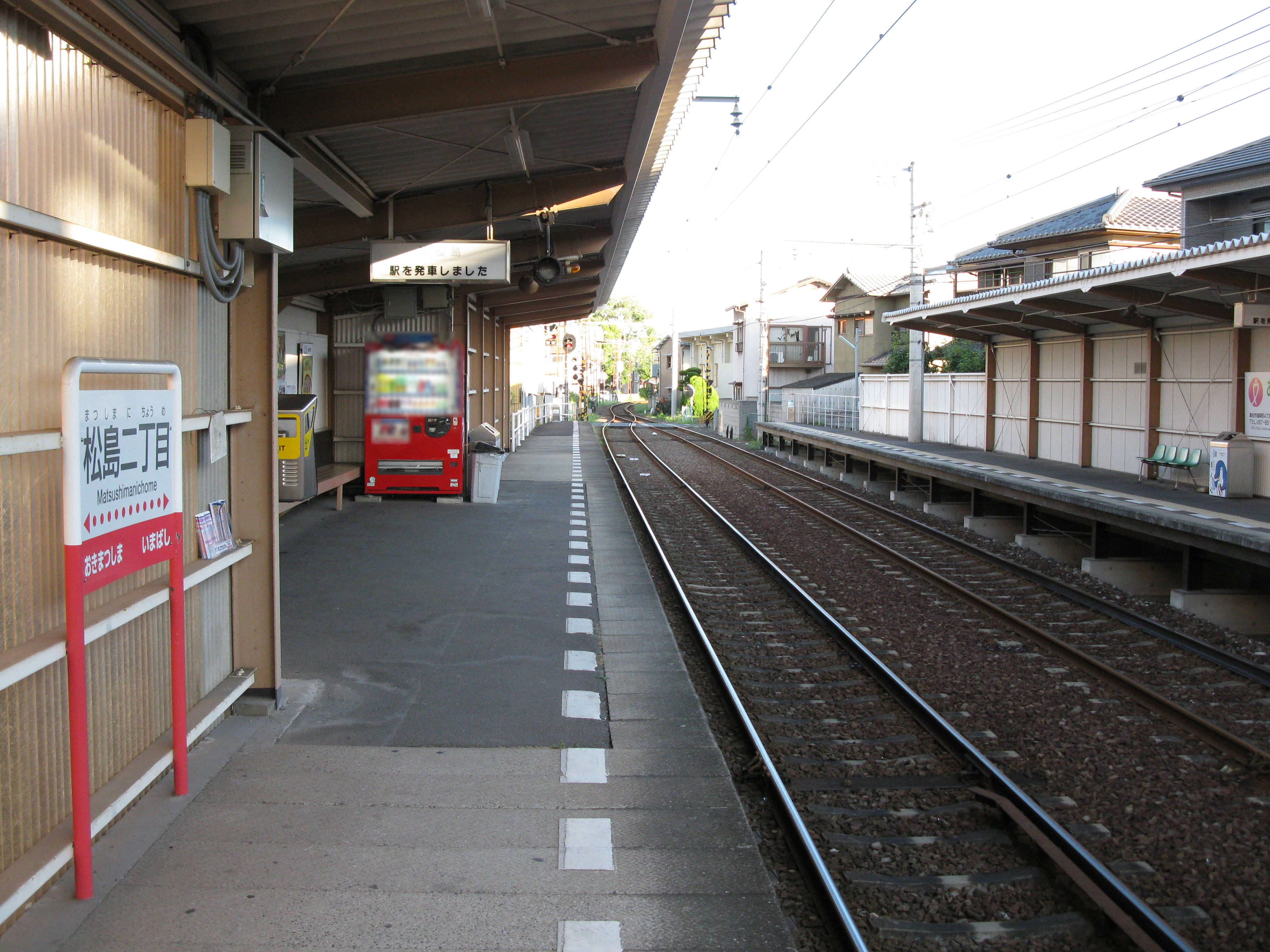
ホーム　沖松島方より(2010年8月)